# Discothyrea isthmica
Discothyrea isthmica is een mierensoort uit de onderfamilie van de Proceratiinae. De wetenschappelijke naam van de soort is voor het eerst geldig gepubliceerd in 1940 door Weber.